# Shringasaurus indicus
Shringasaurus indicus — викопний вид примітивних архозавроподібних плазунів родини Azendohsauridae, що існував у тріасовому періоді, 242—247 млн років тому.

## Назва
Родова назва Shringasaurus походить від «санскрит» слова «шрінга» (означає «роги») та грецького «заврус» («ящір»). Видова назва indicus, означає «індійський» та вказує на країну, де знайдені рештки тварини. Повну біноміальну назву Shringasaurus indicus можна перекласти як «рогатий ящір індійський».

## Скам'янілості
Викопні рештки виду виявлені у відкладеннях червоного аргіліту в індійському штаті Мадх'я-Прадеш. Всього знайдено рештки семи особин. Голотип складається з кришки черепа з парою великих надбровних рогів. Вид описав у 2017 році науковець Індійського статистичного інституту Середі Сенгупта.

## Опис
Shringasaurus був завдов від 3 — 4 м. Череп прямоугольний з двома масивними, але короткими рогами. Роги мали конічну форму. На двох черепах з восьми таких рогів не було, хоча більше вони нічим не відрізнялися від рогатих. Дослідження особин на різних вікових стадіях продемонструвало широку мінливість орієнтації і кривизни рогів у великих особин. Це дало підставу припустити наявність статевого диморфізму. Плечевий пояс дуже масивний. Зуби листоподібної форми.

## Систематика
Shringasaurus належить до родини Azendohsauridae з клади Allokotosauria, групи ранніх архозавроморфів, що жили в тріасовому періоді в Європі, Азії, Африці та Північній Америці.